# Mihtarlam (district)
Mihtarlam is een van de 5 districten van de provincie Laghmān in Afghanistan.